# 利特爾羅克 (明尼蘇達州莫里森縣)
利特爾羅克（英語：Little Rock）是位於美國明尼蘇達州莫里森縣巴克曼鎮區的一個非建制地區。

## 地理
利特爾羅克所處的海拔為高於海平面366米（即1201英呎），而該地所採用的時區為UTC-6，即北美中部時區（CST）。同時該地設有夏令時間，為UTC-6調快一小時，即UTC-5（CDT）。